# Mindon Min
Mindon Min (birman မင်းတုန်းမင်း ; né Maung Lwin le 8 juillet 1808 à Amarapura, mort le 1er octobre 1878 à Mandalay), fut le dixième et avant-dernier roi de Birmanie, du 18 février 1853 à sa mort. Il fut l'un des plus populaires et respectés de  son peuple. Sous le règne de son demi-frère Pagan Min (1848-1853), la Seconde Guerre anglo-birmane s'était conclue en 1852 par l'annexion de la Basse-Birmanie par le Royaume-Uni. Mindon et son jeune frère le prince royal Kanaung renversèrent Pagan Min et conclurent la paix. Mindon passa la plus grande partie de son règne à défendre la Haute-Birmanie contre les menées britanniques et à essayer de moderniser son royaume.

## Réalisations

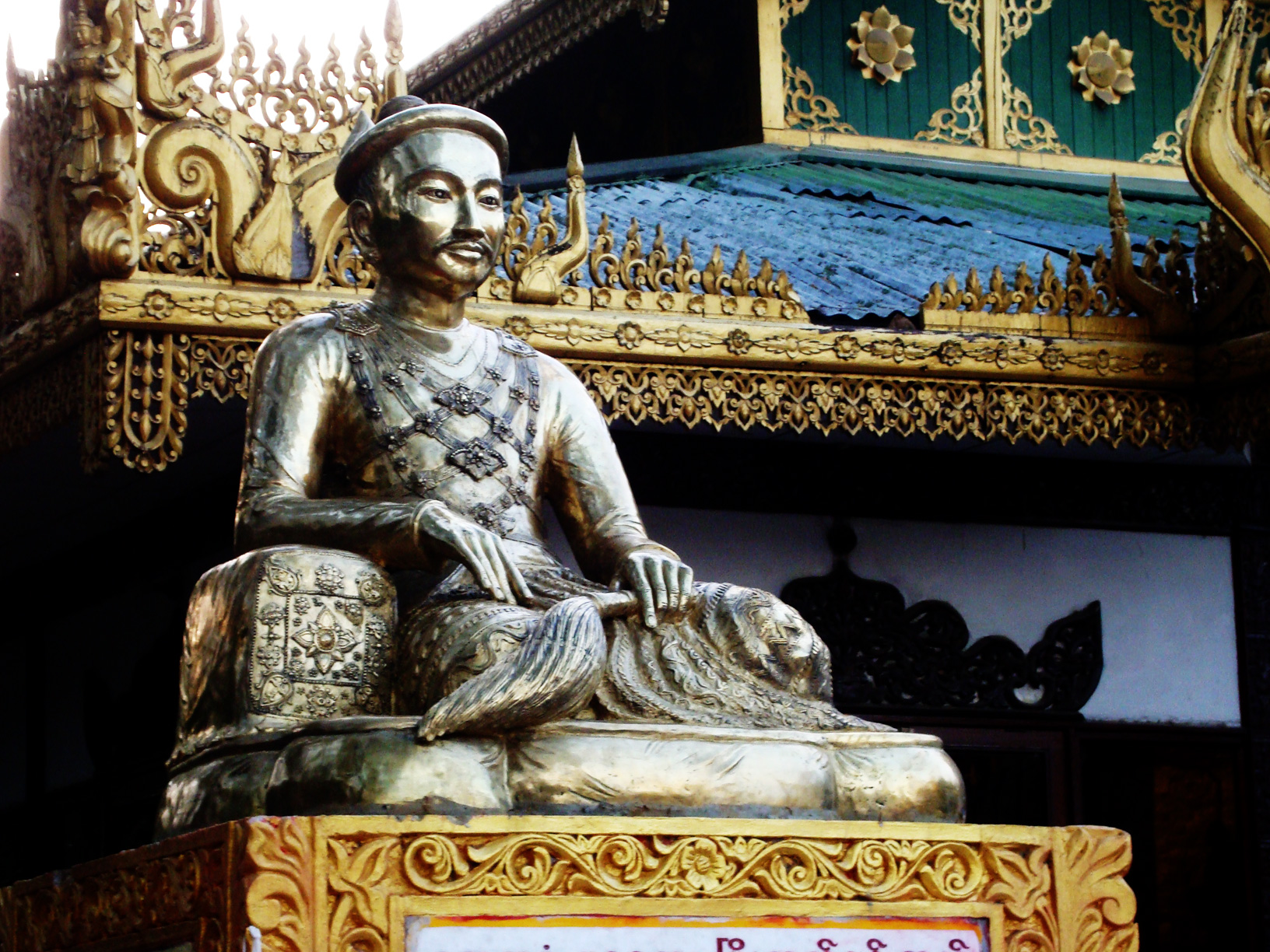
Statue du roi Mindon à Mandalay

Le roi Mindon créa une nouvelle monnaie, le kyat, en 1852. Il fonda la dernière capitale royale de Birmanie, Mandalay, en 1857. Son frère Kanaung fut un grand administrateur et modernisateur. Au cours du règne de Mindon, des savants furent envoyés en France, en Italie, aux États-Unis et en Grande-Bretagne, pour étudier les progrès de la révolution industrielle. Mindon introduisit la première presse à monnaie en Birmanie et tint en 1871 le Cinquième Concile bouddhique à Mandalay. Il avait déjà créé le plus grand livre du monde en faisant inscrire entre 1860 et 1869 le Tipitaka (canon bouddhiste en pâli) sur 729 stèles en marbre, chacune abritée par un petit stupa à la pagode Kuthodaw, au pied de la colline de Mandalay. En 1871, il donna aussi un nouveau htee ("ombrelle" ou couronne d'or incrustée de pierres précieuses) à la pagode Shwedagon à Rangoun (alors aux mains des Britanniques, et où il n'était pas autorisé à se rendre). À l'ouverture du canal de Suez, il établit une flottille de navires à vapeur pour faciliter le commerce avec les Britanniques.
Son frère le prince royal Kanaung a encore la réputation parmi les Birmans d'un avide modernisateur, capable de visiter les usines par les petits matins d'hiver, enveloppé d'une couverture, pour simplement parler avec les mécaniciens du fonctionnement des machines. Il était chargé de l'Armée royale, comme tout prince royal birman, et importa des fusils, des canons et des obus.

## Révolution de palais
Le 2 août 1866, à l'initiative des princes Myingun and Myinkhondaing (fils de Mindon, jaloux de n'être pas nommés comme héritiers et soutenus par les Anglais inquiets de la modernisation de l'armée royale), le prince Kanaung fut assassiné. Les deux princes s'enfuirent en Basse-Birmanie, où ils reçurent l'asile des Britanniques.
Le roi Mindon lui-même survécut d'une manière extraordinaire, que les Birmans interprétèrent comme un signe de son hpon (une accumulation de bonnes actions dans les vies antérieures, qui affecte la vie présente) : dans sa fuite, il rencontra juste celui qui était chargé de le tuer, qui le reconnut, mais, saisi de voir son souverain face à face, laissa tomber son épée et s'agenouilla par la force de l'habitude. Le roi put s'échapper sur le dos de son assassin et atteindre les cantonnements de soldats loyaux.

## Crise de succession
La révolte rendit Mindon très réticent à nommer un successeur à Kanaung par crainte d'une guerre civile. Une de ses reines, Hsinbyumashin, domina ses derniers jours. Elle ordonna de tuer tous les héritiers possibles, de sorte que sa fille Supayalat et son gendre Thibaw pussent devenir reine et roi. Les membres de la famille royale proche, quel que soit leur âge ou leur sexe, furent exécutés après avoir été attirés sous prétexte que le roi mourant voulait leur dire adieu.
Thibaw, fils d'une reine secondaire de Mindon, lui succéda donc en 1878. Il fut vaincu en novembre 1885 par les Britanniques, ce qui conduisit à l'annexion totale de la Birmanie.

## Galerie

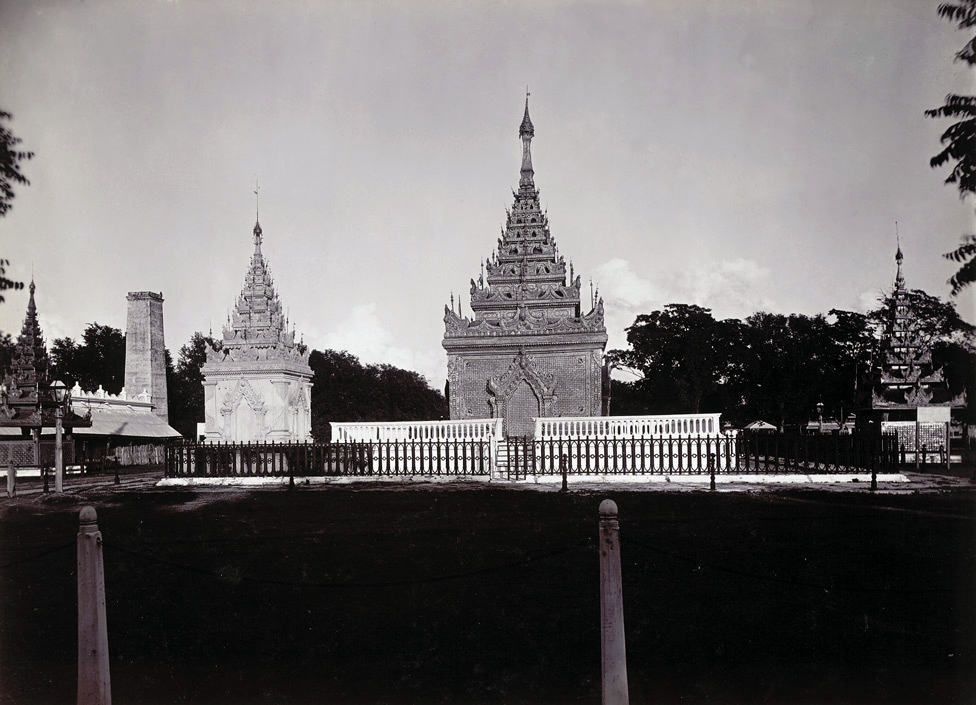
Tombe de Mindon Min à Mandalay (photo prise en 1903)
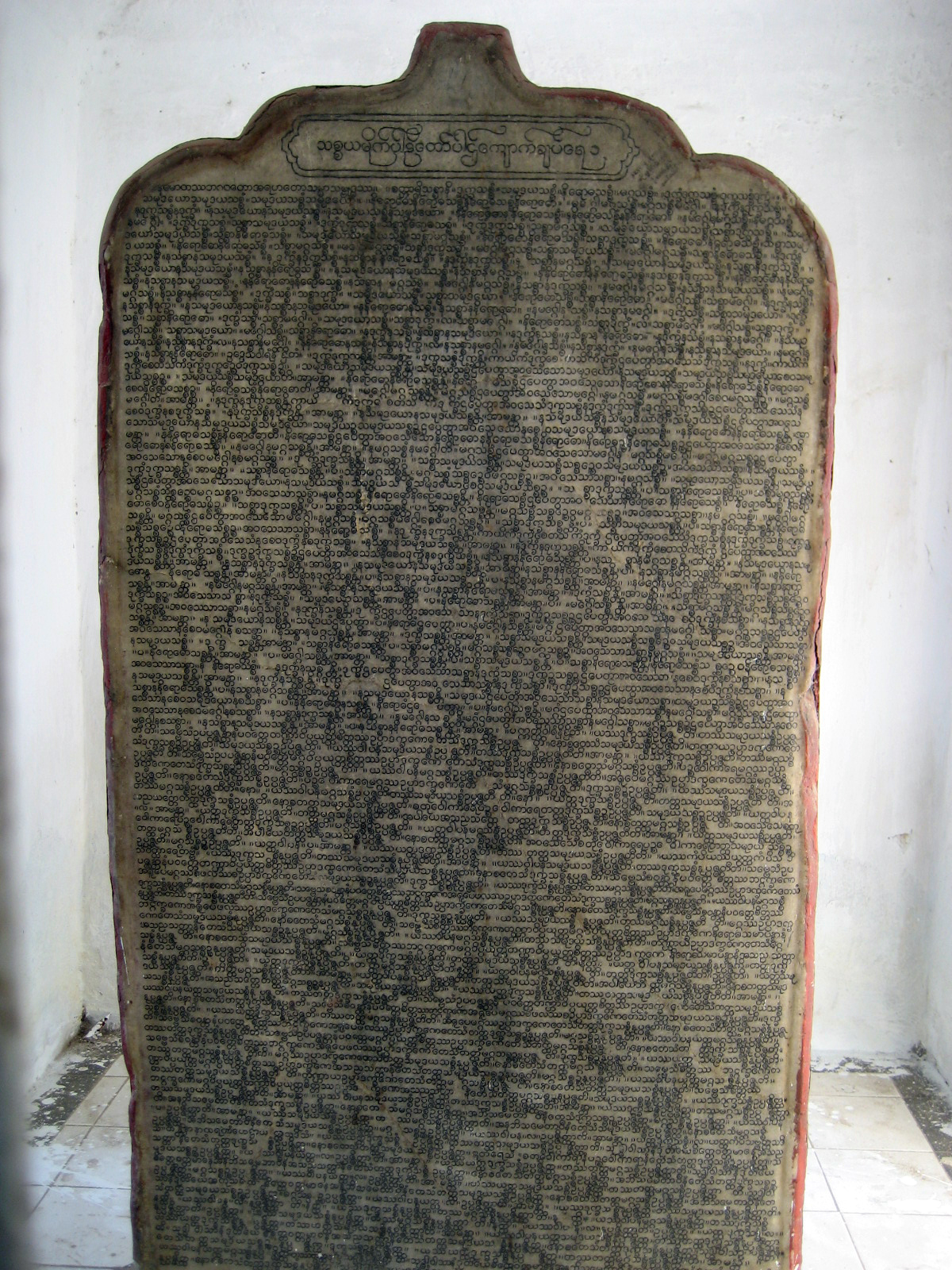
Une des stèles du Tipitaka à la pagode Kuthodaw